# Discovery World
Discovery World es un canal de televisión por suscripción latinoamericano de origen estadounidense, lanzado el 16 de marzo de 2015 en reemplazo de la señal original de TLC HD. Ofrece series, programas y documentales, incluyendo en su mayoría viajes y culinaria que en su mayoría fue movida a Food Network.

## Programación
- Mi casa en la montaña
- Casas rodantes increíbles
- Megamansiones
- Buying Alaska
- Subastadores
- Ice Brigade
- Exploradores de islas
- El poder de la comida
- La vida en la playa
- A puertas abiertas por el mundo
- Hoteles insólitos
- Vagones de lujo
- Guerra de montañas rusas